# Nissan (řeka)
Nissan je řeka na jihu Švédska (kraje Halland, Jönköping). Je 206 km dlouhá. Povodí má rozlohu 2700 km².

## Průběh toku
Řeka pramení na vysočině Småland. Protéká přes několik jezer a vytváří peřeje a vodopády. Ústí do průlivu Kattegat, který je součástí Baltského moře.

## Využití
Na řece bylo vybudováno několik vodních elektráren. V ústí leží město Halmstad.